# 春日篤
春日 篤（かすが あつし、1887年10月4日 - 1976年2月11日）日本の帝国海軍提督。最終階級は海軍少将。
戦艦「陸奥」艦長。重巡洋艦「鳥海」艦長。第1潜水戦隊司令官。佐世保防備戦隊司令官。グアムの戦いにおけるグアム島攻略部隊指揮官及びマリアナ方面防衛部隊第5根拠地隊司令官。第5特別根拠地隊司令官。

## 経歴
長野県下高井郡穂波村佐野（現在、山ノ内町）出身。長野県会議員（第1回県議選～第4回県議選）を務めた春日与市の長男の春日喜一郎の息子として生まれる。穂波小学校から旧制長野中学（長野県長野高等学校）に進学して卒業。1909年（明治42年）11月、海軍兵学校（37期）を卒業し、翌年12月に海軍少尉任官。1931年（昭和6年）12月1日 海軍大佐任官、艦政本部員（5部）。1933年（昭和8年）11月5日 由良艦長。1935年（昭和10年）11月15日 鳥海艦長兼、戦艦陸奥艦長。1937年（昭和12年）12月1日 海軍少将任官・佐世保防備戦隊司令官。1938年（昭和13年）4月20日 佐世保海軍工廠造兵部長。同年11月15日 第1潜水戦隊司令官。
1941年（昭和16年）12月8日、真珠湾攻撃後の5時間後（日本時間午前8時30分）、日本海軍はグアムへの航空攻撃を開始。このグアムの戦いの際、グアム島攻略部隊指揮官（マリアナ方面防衛部隊、第5根拠地隊司令官（サイパン島守備隊司令官））として陸軍の南海支隊（隊長、陸軍堀井富太郎少将）との共同作戦に約5200名を指揮参戦（日本側の戦死者1名、戦傷者6名）した。アメリカ合衆国グアム島総督G. T. マクミリアン海軍大佐の降伏後、グアム島に上陸進駐後は、グアム島・サイパン島の守備隊司令官（第5根拠地隊司令官、第5特別根拠地隊司令官）となる。グアム島民はグアム島中央部の高台の山を春日山（Mount KASUGA、グアム島の高級住宅地として現在知られるバリガダハイツ地区がある高台の山）と名づけ、そこに春日神社を建立して、その功を賛えた。

## 年譜
- 1906年（明治39年）11月24日 - 海軍兵学校に入学。
- 1909年（明治42年）11月 - 海軍兵学校を卒業。
- 1921年（大正10年）12月1日 - 任海軍少佐、第三十六潜水艦艤装員
- 1925年（大正14年）4月1日 - 伊号第一潜水艦艤装員長
- 1926年（大正15年）3月10日 - 伊号第一潜水艦艦長
  - 12月1日 - 任海軍中佐
- 1927年（昭和2年）7月29日 - 第6潜水隊司令
- 1928年（昭和3年）1月15日 - 艦政本部員（2部）兼教育局局員
- 1930年（昭和5年）1月10日 - 艦政本部出仕兼艦政本部造兵監督官として欧米各国出張
  - 11月15日 - 第7潜水隊司令
- 1931年（昭和6年）12月1日 - 任海軍大佐、艦政本部員（5部）
- 1933年（昭和8年）11月5日 - 由良艦長
- 1934年（昭和9年）11月1日 - 軍令部出仕
- 1935年（昭和10年）11月15日 - 鳥海艦長兼陸奥艦長
  - 12月2日 - 免兼職
- 1936年（昭和11年）12月1日 - 呉海軍工廠魚雷実験部長
- 1937年（昭和12年）12月1日 - 任海軍少将・佐世保防備戦隊司令官
- 1938年（昭和13年）4月20日 - 佐世保海軍工廠造兵部長
  - 11月15日 - 第1潜水戦隊司令官
- 1939年（昭和14年）11月15日 - 軍令部出仕
- 1940年（昭和15年）3月15日 - 待命
  - 3月21日 - 予備役
- 1941年（昭和16年）7月15日 - 充員召集
  - 7月25日 - 軍令部出仕
  - 8月11日 - 第5根拠地隊司令官
- 1942年（昭和17年）4月10日 - 第5特別根拠地隊司令官
  - 9月15日 - 軍令部出仕
  - 10月15日 - 充員召集解除
- 1947年（昭和22年）11月28日 - 公職追放仮指定[4]
- 1976年（昭和51年）2月11日 - 逝去（享年88）

## 著書
- 「日本帝國の國防と軍縮會議の潜水艦問」国論11月號　1934年（昭和9年）11月、国論社出版

## 親族・家系
- 春日家は北信濃の名門で松代藩主真田氏より。真田氏一族以外では特例である真田六文銭の家紋を下賜されている[1][5]。真田六文銭の家紋を拝領し以降、真田六文銭の家紋を春日家の表紋とするより前の春日家の定紋（表紋）は藤原北家「春日輪宝」[1]。
- 高祖父：春日新左衛門 - 信濃国真田家松代藩より天保9年（1838年）苗字・帯刀・家紋の使用を許される[5]。天保の飢饉における松代藩内生活困窮者への救済活動に尽力する[5]。
- 曽祖父：春日与右衛門 - 長男春日与市とともに、約12キロに及ぶ引き水工事である屏風堰を松代藩に一切費用を頼らず自己・有志資金のみで建造[5]。
- 祖父：春日与市 - 長野県県会議員（第1回県議選～第4回県議選）。下高井教育会長を務めた。[6]
- 父：春日喜一郎 - 長野県下高井郡郡議員。長野県下高井郡穂波村村長。能書家としては山本凌亭との交流が深かった[7]。所有する田畑は60町歩（180000坪）、山林は現在の佐野の8割に達した[1]。
- 叔父：春日勝太郎 - 春日与市（長野県初代県会議員）の次男。生糸貿易にてアメリカ合衆国へ渡る[8]。
- 叔母：春日多可 - 春日毎治（長野県中野市初代市議会議長、長野県地方裁判所飯山支部調停委員長。）の実母、春日与市（長野県初代県会議員）の次女[9]。
- 叔父：宮崎通知 - 春日与市の三男。旧姓春日通知。長野県下高井郡平穏村村長。夜間瀬川砂防護岸工事の功労により、建設大臣より表彰される（昭和29年）。
- 兄：春日弘は住友本社理事、取締役、住友金属工業初代社長、ダイキン工業初代会長、JOC日本オリンピック委員会委員、1964年東京オリンピック大会組織委員会委員及び同財務委員、日本陸上競技連盟2代目会長、ヘルシンキオリンピック大日本選手団総監督、ローマオリンピック日本選手団長、大阪府公安委員長を歴任した[1]。
- 甥：春日隆 - 東京大学理学部を卒業後、奈良県立医科大学教授(物理学)、奈良県立医科大学名誉教授(物理学)、叙勲勲三等旭日中綬章(1989年4月29日)、叙位正四位(2000年1月11日)。[1]
- 甥：春日芳明 - 慶應義塾大学経済学部を卒業後、住友本社に入社。終戦後、住友本社解散により住友商事に移り、住友商事参与を務めた。[1]
- 一族には、『おくしなの人物風土記』によると長野県中野市初代市議会議長を務めた春日毎治(紺綬褒章)やその長男の春日通眼（信州中野商工会議所会頭。社団法人信濃中野法人会初代会長）、ACミラン・サッカー日本代表・本田圭佑の全世界肖像権管理会社であるHONDA ESTILO株式会社にて統括本部長を務めた(2014年3月退任)春日昭宏もいる。